# باندا (برمجية)
في برمجة الكمبيوتر, الباندا هي مكتبة برمجية مطورة بلغة البرمجة بايثون لمعالجة البيانات وتحليلها. وبالتحديد فهي تقدم هياكل بيانات وعمليات التلاعب بالجداول رقمية و السلاسل الزمنية. وهي برمجية حرة صدرت تحت ترخيص BSD. الاسم مشتق من مصطلح "لوحة البيانات"، مصطلح الاقتصاد القياسي  مجموعات البيانات التي تتضمن الملاحظات على مدى فترات زمنية متعددة لنفس الأفراد.

## مميزات المكتبة
- كائنات DataFrame للتلاعب بالبيانات مع فهرسة مدمجة.
- أدوات قراءة وكتابة البيانات بين هياكل البيانات في الذاكرة وتنسيقات الملفات المختلفة.
- محاذاة البيانات والتعامل مع البيانات المفقودة والناقصة.
- إعادة تشكيل والتمحور من مجموعات البيانات.
- تقطيع، فهرسة واجتزاء من مجموعات البيانات الكبيرة.
- ادراج وحذف أعمدة البيانات
- مجموعة المحرك مما يسمح سبليت-تطبيق-الجمع بين العمليات على مجموعات البيانات.
- دمج وضم مجموعات البيانات
- الفهرسة الهرمية وقابلية العمل مع البيانات متعددة الأبعاد في هياكل بيانات ذات عدد أبعاد أقل.
- السلاسل الزمنية-وظائف: تاريخ مجموعة الجيل[10] و تحويل التردد، تتحرك نافذة الإحصاءات تحريك نافذة الخطية الانحدارات، تاريخ التحول ومتخلفة.
- ترشيح البيانات

المكتبة مصممة بشكل كبير لأجل أفضل أداء ممكن، مع بعض الأجزاء الحرجة مطورة باستعمال  Cython أو C.

## التاريخ
المطور ويس ماكيني بدأ العمل على باندا في عام 2008 بينما كان في  AQR Capital Management وذلك نبع من الحاجة إلى الأداء العالي، مرونته وأداة لأجل إجراء التحاليل على البيانات المالية. قبل أن يغادر AQR تمكن من إقناعهم من نشر المكتبة كبرمجية حرة.
موظف AQR آخر، تشانغ لي إنضم للعمل على المكتبة في عام 2012 كثاني أكبر مساهم في المكتبة.
في 2015, باندا صارت مشروع مدعم من طرف NumFOCUS.

## روابط خارجية
- باندا على موقع Open Hub (الإنجليزية)
- باندا على موقع Free Software Directory (الإنجليزية)